# Joseph Faure (homme politique, 1875-1944)
Pour les articles homonymes, voir Joseph Faure et Faure.
Joseph Faure est un homme politique français né le 8 août 1875 à Argentat (Corrèze) et décédé le 12 avril 1944 à Argentat.

## Biographie
Joseph Faure naît à Aumont, petit hameau de la commune d'Argentat. Cultivateur issu d'un milieu très modeste, il est très impliqué dans le syndicalisme agricole.
Il est sénateur de la Corrèze de 1921 à 1939, siégeant comme indépendant. Il s'investit beaucoup sur les questions agricoles, et notamment sur la loi de 1924 sur les chambres d'agriculture, dont il est le créateur. Il fut président de l’assemblée permanente des chambres d'agriculture de 1927 à 1940. 
Il était marié à Rose Lafon, ils eurent 3 enfants : Denise Faure, Paul Faure et Jean Faure.
Une place est à son nom dans la commune d’Argentat, avec en son centre un monument érigé en 1966. Jacques Chirac, alors ministère de l'agriculture, lui rendit hommage en 1974, à l'occasion de la célébration du cinquantenaire des chambres d'agriculture. 
Le 13 septembre 2024, sur cette même place et à l'occasion du centenaire des chambres d'agriculture, une commémoration a réuni, autour de Sébastien Duchamp, maire d'Argentat, François Hollande, député de la Corrèze et ancien président de la République, les sénateurs Daniel Chasseing et Claude Nougein, Pascal Coste, président du Conseil départemental et Daniel Coudert, président de la Chambre d'agriculture de la Corrèze, en présence de la secrétaire générale de la préfecture de la Corrèze, représentant le préfet.
En 1943, à la veille de son décès, il rédigea des mémoires, qui sont actuellement en cours d'édition, à l'initiative de la municipalité d'Argentat.

## Sources
- « Joseph Faure (homme politique, 1875-1944) », dans le Dictionnaire des parlementaires français (1889-1940), sous la direction de Jean Jolly, PUF, 1960 [détail de l’édition]